# 能丹國家公園
能丹國家公園，為中華民國（台灣）未成立的國家公園之一，於1998年由埔里地方人士提議設置，原本預定於2000年成立，由於受到當地布農族人及居民強烈反彈而中止。
能丹國家公園的名稱，由中央山脈的能高山、丹大山兩大山系而來，預定範圍位於台灣中部的中高海拔山區，北臨太魯閣國家公園、南接玉山國家公園，面積超過10萬公頃。主要涵蓋南投縣仁愛鄉、信義鄉、花蓮縣秀林鄉、萬榮鄉等原屬泰雅族與布農族的祖傳生存領域。其中大部分的預定範圍在2000年由農委會林務局公告為丹大野生動物重要棲息環境，面積達109,952公頃。